# Онжанов, Нурлан Баймолданович
Онжанов, Нурлан Баймолданович (каз. Нұрлан Баймолдаұлы Онжанов; род. 25 ноября 1960, Талды-Курганская область, КазССР, СССР) — казахстанский государственный деятель, дипломат. Чрезвычайный и Полномочный посол Республики Казахстан в Федеративной Республике Германия. Кандидат филологических наук. Владеет немецким, шведским, английским языками.

## Биография
В 1983 году окончил Берлинский университет имени Гумбольдта.
С 1983 по 1984 год — на преподавательской работе в АПИИЯ.
В 1992 году окончил аспирантуру Московского государственного института иностранных языков им. М.Тореза.
В 1992—1994 годах работал в Министерстве информации и печати Республики Казахстан.
С 1994 по 1996 год — сотрудник Международного отдела Администрации президента Республики Казахстан.
С 1996 года в системе Министерства иностранных дел Республики Казахстан:
- первый секретарь Управления Европы МИД;
- советник Посольства РК в Австрии;
- советник Посольства РК в Швейцарии;
- директор Департамента экономической политики;
- советник Посольства РК в ФРГ;
- генеральный консул РК во Франкфурте-на-Майне.

С февраля 2003 года — заместитель министра иностранных дел Республики Казахстан, председатель Комитета по делам СНГ и регионального сотрудничества.
6 апреля 2007 года распоряжением президента освобождён от должности в связи с переходом на другую работу.
С апреля 2007 по январь 2008 года — помощник президента Республики Казахстан.
14 января 2008 года Указом Главы государства назначен Чрезвычайным и полномочным послом Республики Казахстан в Федеративной Республике Германия.
3 июня 2008 года Указом Главы государства назначен Чрезвычайным и полномочным послом Республики Казахстан в Королевстве Дания по совместительству.
4 июля 2014 года назначен помощником президента Республики Казахстан.
21 марта 2019 года назначен начальником канцелярии президента Республики Казахстан.
13 июня 2022 года назначен Чрезвычайным и полномочным послом Республики Казахстан в Федеративной Республике Германия.

## Личная жизнь
Женат, имеет двух детей.

## Награды
- Орден «Барыс» 2 степени (2024);[8]
- Орден «Барыс» 3 степени (2017)[9]
- Орден Курмет (2007)
- Орден Дружбы (25 января 2018 года, Россия) — «за заслуги в укреплении дружбы и сотрудничества между народами, плодотворную деятельность по сближению и взаимообогащению культур наций и народностей»[10][11]
- Благодарность Президента Республики Казахстан (2004)
- Медаль «Халықаралық әскери достастықты дамытқаны үшін»
- Юбилейная медаль «Казахстан Республикасыны тауелсіздігіне 10 жыл»
- Юбилейная медаль «Казахстан Конституциясына 10 жыл»
- Юбилейная медаль «Казахстан Республикасыны Парламентіне 10 жыл»
- Грамота Содружества Независимых Государств (28 ноября 2006 года) — за активную работу по укреплению и развитию Содружества Независимых Государств[12]
- Грамота Содружества Независимых Государств (3 сентября 2011 года) — за активную работу по укреплению и развитию Содружества Независимых Государств[13]